# Antheraea
Antheraea je rod nočních motýlů z čeledi Saturniidae. Několik druhů tohoto rodu má housenky, které produkují plané hedvábí. Obecně je takové hedvábí nazýváno „tussahové hedvábí“, motýli pak tussahoví motýli, podle tkaniny z tohoto hedvábí vyráběné.

## Seznam druhů
- Antheraea alleni Holloway, 1987
- Antheraea andamana Moore, 1877
- Antheraea assamensis – Assam Silkmoth, Muga Silkworm
- Antheraea broschi Naumann, 2001
- Antheraea brunei Allen & Holloway, 1986
- Antheraea celebensis Watson, 1915
- Antheraea cernyi Brechlin, 2002
- Antheraea cihangiri
- Antheraea cordifolia Weymer, 1906
- Antheraea diehli
- Antheraea exspectata
- Antheraea formosana Sonan, 1937
- Antheraea frithi Moore, 1858
- Antheraea godmani Druce, 1892
- Antheraea harndti Naumann, 1999
- Antheraea helferi
- Antheraea insularis Watson, 1913
- Antheraea jana
- Antheraea kelimutuensis U.Paukstadt, L.H.Paukstadt & Suhardjono, 1997
- Antheraea korintjiana
- Antheraea larissa
- Antheraea meisteri Brechlin, 2002
- Antheraea mezops Bryk, 1944
- Antheraea montezuma Sallé, 1856
- Antheraea moultoni
- Antheraea mylitta Drury, 1773[1]
- Antheraea oculea
- Antheraea paphia[2]
- Antheraea pernyi
- Antheraea pelengensis Brechlin, 2000
- Antheraea platessa Rothschild, 1903
- Antheraea × proylei
- Antheraea polyphemus
- Antheraea ranakaensis U.Paukstadt, L.H.Paukstadt & Suhardjono, 1997
- Antheraea rosieri Toxopeus, 1940
- Antheraea roylei Moore, 1859
- Antheraea salthi Stack, 1884
- Antheraea sumbawaensis Brechlin, 2000
- Antheraea tenggarensis Brechlin, 2000
- Antheraea yamamai